# Rittergut Dombach

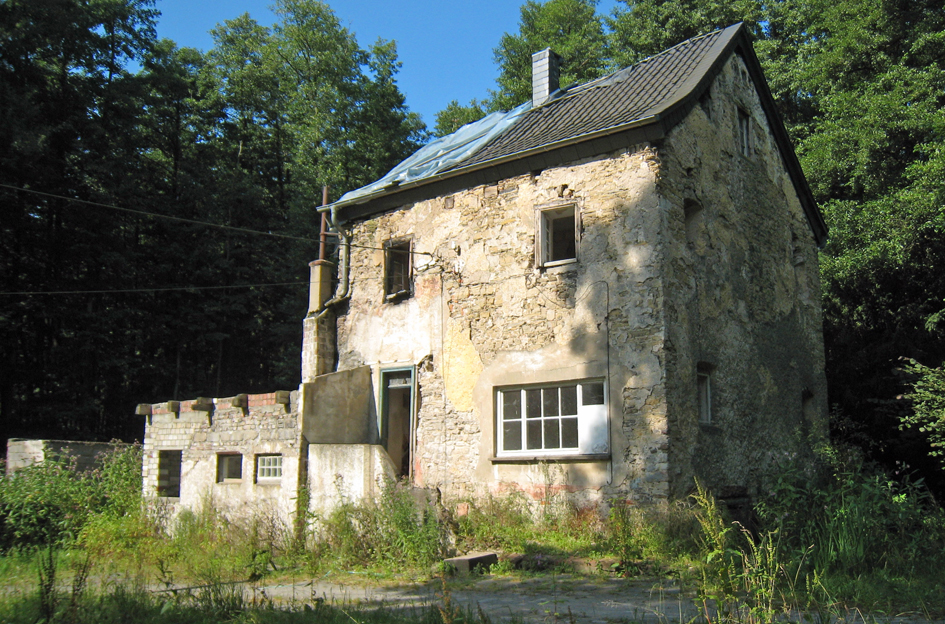
Rittergut Dombach 2016

Das Rittergut Dombach oder auch die Burg Dombach ist ein mittelalterliches Herrschaftsgebäude im Ortsteil Halfen Dombach des Stadtteils Sand von Bergisch Gladbach im Rheinisch-Bergischen Kreis. Im Volksmund hat es bis auf den heutigen Tag die Bezeichnung die Burg. Die Errichtung des Bruchsteingebäudes Dombach 2 wird auf das 15. Jahrhundert datiert. Das LVR-Amt für Denkmalpflege im Rheinland ordnet es als einen früheren Rittersitz ein.
Einer weiteren Quelle zufolge ist das Rittergut Dombach in der Form Thumbach bereits für die Mitte des 13. Jahrhunderts belegt. Das Rittergeschlecht Dombach war nach Aussagen eines zeitgenössischen Chronisten vermutlich schon um 1250 ausgestorben. Im 15. und 16. Jahrhundert erscheint das Gut als Rittersitz der Familie von Kessel. Deshalb hatte es auch lange Zeit den Namen Kesselsdombach. Im 17. Jahrhundert ging das Anwesen in den Besitz der Familie Waldenburg. Danach wechselten verschiedene Besitzer. Weil 1825 eine Hypothek nicht mehr bezahlt werden konnte, geriet das Gut mit dem Halfenhaus in Zwangsversteigerung.
Ein Brand am 22. April 2013 zerstörte die seitlich angebaute Scheune und zog das Wohnhaus so sehr in Mitleidenschaft, dass es seitdem nicht mehr bewohnbar ist. Das Haus soll von seinem neuen Eigentümer renoviert werden, wie man vor Ort an den Vorarbeiten sehen kann.

## Baudenkmal
Das Rittergut Dombach ist als Denkmal Nr. 76 in die Liste der Baudenkmäler in Bergisch Gladbach eingetragen.

## Bilder

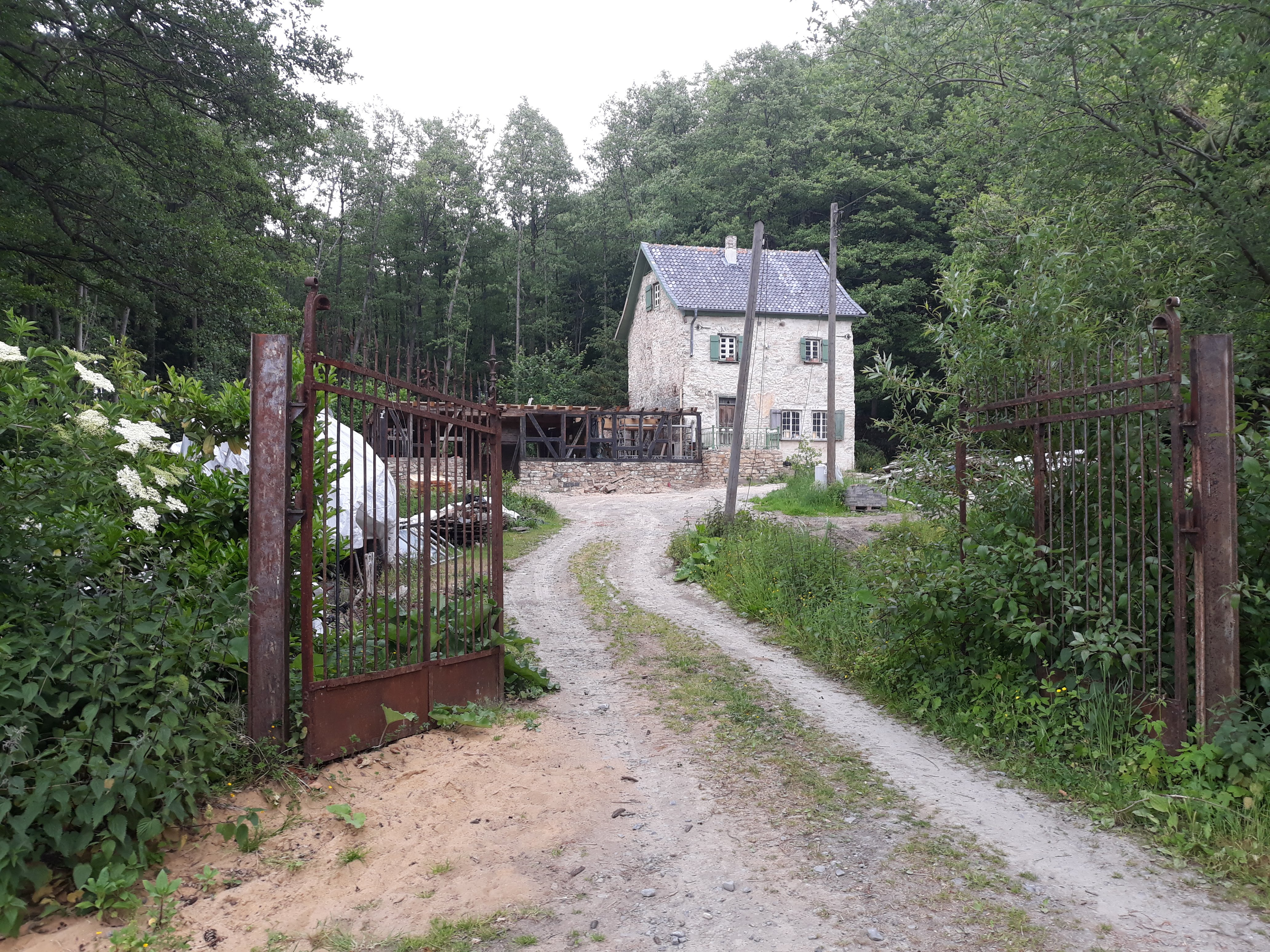
Rittergut Dombach 2020